# 모턴 프린스
모턴 헨리 프린스(Morton Henry Prince, 1854년 12월 22일 ~ 1929년 8월 31일)는 미국의 신경과 및 이상심리학 전문 의사이자 심리학을 임상 및 학문 분야로 확립하는 데 주도적인 역할을 한 인물이다.
그는 특히 해리적 현상에 대한 이해를 바탕으로 유럽의 정신병리학 사상을 전파한 몇 안 되는 인물 중 한 명이었으며, 1906년 『정신병리학 저널(Journal of Abnormal Psychology)』을 창간하는 데 기여했고, 사망할 때까지 이 저널의 편집장을 지냈다.

## 어린 시절 및 결혼
모턴 프린스는 부유한 보스턴 출신 가문에서 태어나 그 도시의 사회적, 지적 생활에 깊이 관여했다. 그는 주 상원의원이자 훗날 보스턴 시장이 된 프레데릭 오. 프린스와 헬렌 수잔 프린스(결혼 전 성 헨리)의 아들로 태어났다. 프린스는 나중에 가족 중 일부가 초기 미국 세파르디 유대인의 후손이라는 사실을 알게 되었고, 자선 활동과 조상 공동체의 문제에 관심을 갖게 되었다. 그는 사립 학교와 보스턴 라틴 스쿨에 다녔고, 이후 하버드 대학에 진학했다. 1879년 하버드 의학전문대학원에서 의학 학위를 받았다. 하버드 졸업 후, 그는 당시 상류층 미국인에게 거의 필수였던 유럽 그랜드 투어를 떠났다. 프린스는 비엔나와 스트라스부르에서 더 많은 임상 교육을 받기를 희망했다. 그는 파리에서 장마르탱 샤르코의 살페트리에르 병원을 방문했다. 샤르코의 이론에 깊은 인상을 받았지만, 보스턴으로 돌아와 이비인후과 개업을 시작했다. 그러나 카리스마 넘치는 샤르코의 마법은 강력했고, 그는 곧바로 진료 분야를 신경과로 바꾸었으며, 심지어 수업을 가르칠 때 샤르코의 과시적인 태도를 따르기도 했다.

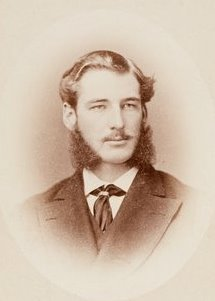
프린스, 1875년경

그는 아서 리스고 페이슨과 클레어 엔디컷 피바디의 딸인 패니 리스고 페이슨과 결혼했다. 그들은 최소 두 자녀를 두었는데, 클레어 모턴 프린스는 1885년경에 태어났고, 모턴 피바디 프린스는 1888년 8월 6일에 태어났다.
제1차 세계 대전 중 프랑스 파리의 호텔 로티에서 프린스 박사는 매사추세츠 출신 병사들과 선원들을 위한 정보국 겸 숙소의 책임자로 일했다.

## 전문적 업적
프린스는 아내와 어머니 모두 우울증과 불안을 포함한 심인성 증상을 겪으면서 이상 심리학과 신경학에 관심을 갖게 되었다. 그는 미국에서 정신 질환 치료에 암시를 사용하는 열렬한 지지자가 되었으며, 당시 성장하던 이상 심리학 분야의 모든 중요한 실무자들, 즉 보리스 시디스, 제임스 잭슨 푸트넘, 윌리엄 제임스, 그랜빌 스탠리 홀 등을 자신 주변으로 모았다. 그는 해리성 장애의 미국 전문가가 되었으며, 이를 다중 인격 장애라고도 불렀다.
프린스는 심리학자 보리스 시디스의 도움을 받아 『이상 (및 사회) 심리학 저널(Journal of Abnormal (and Social) Psychology)』을 창간했다. 프린스는 이 저널에 1906년 『인격의 해리(The Dissociation of a Personality)』, 1914년 『무의식(The Unconscious)』, 1929년 『인격에 대한 임상 및 실험 연구(Clinical and Experimental Studies in Personality)』 등의 논문을 발표했다. 이 저널은 특히 신경증적 장애에 관심 있는 사람들에게 출구 역할을 했다. 프린스는 1929년 사망할 때까지 『이상 (및 사회) 심리학 저널』의 편집장을 지냈다. 이 저널은 결국 미국 심리학 협회에 넘겨졌다. 전반적으로 프린스는 6권의 저서를 출판했으며, 일반 의학, 철학, 신경학, 정신병리학에 대한 정보를 담은 100편 이상의 과학 논문을 작성했다.
그는 학술 출판물과 대중 매체 모두에서 수많은 사례 보고서를 발표했다. 그의 가장 유명한 사례는 『인격의 해리(The Dissociation of a Personality)』(1906)에 자세히 설명된 크리스틴 보챔프의 경우였는데, 제시된 사례의 선정적인 성격과 복잡한 산문체("그녀의 척추 위에는 '최면 발생점'이 있었는데, 그곳을 누르면 항상 그녀의 몸을 관통하는 전율이 그녀의 의지를 약화시키고 최면 상태를 유도했다")로 인해 상당한 혼란을 야기했다.
모턴 프린스는 『이상 (및 사회) 심리학 저널』의 창립자일 뿐만 아니라, 미국 정신병리학 협회와 하버드 심리 클리닉의 창립자이기도 했다.
프린스는 정신병리학 연구뿐만 아니라 의사로서도 활발한 학술 및 전문 생활을 유지했다. 그는 1902년부터 1912년까지 터프츠 대학교 의과대학의 정신과 및 신경과 두 부서의 두 번째 학과장을 역임했다. 그는 다작 작가였으며, 약 14권의 책과 수많은 에세이를 출판했다. 그는 주로 해리와 이상 심리학에 대해 글을 썼지만, 무의식에 대한 자신의 이해를 당대의 정치에 적용하기도 했다. 그의 심리학적 사상은 결코 주류가 되지 못했지만, 그는 여전히 저명한 인물로 남아 있었는데, 예를 들어 카를 융은 1925년에 그를 기리는 헌정 논문집 『인격 문제: 모턴 프린스 박사에게 헌정된 연구(Problems of Personality: Studies Presented to Dr. Morton Prince)』에 기여했다. 프린스는 1927년, 사망하기 불과 2년 전에 하버드 심리 클리닉을 설립했다. 이 클리닉은 인격에 대한 광범위한 심리학 연구의 주요 미국 거점이 되었으며, 이 분야의 여러 저명한 인물들(헨리 머레이, 고든 올포트, 로버트 W. 화이트)이 프린스가 처음 가르친 아이디어를 확장하여 유명해졌다.
프린스는 20세기 초 많은 저명한 심리학자들처럼 지금은 잊혀졌다. 그들은 정신병리를 퇴폐적이라고 간주하는 도덕주의나 유전적 퇴폐라고 보는 의학의 손아귀에서 벗어나게 하려는 새로운 정신 생활 과학에 매료되었지만, 아직 포괄적인 이론을 개발하지 못했다. 프린스는 지그문트 프로이트와 동시에 히스테리 증상에 대한 잠재의식의 중요성을 강조했지만, 정신분석학에 비판적이었다. 예를 들어 그는 푸트넘에게 "당신은 과학이 아니라 숭배를 키우고 있다"고 주장했으며, 결코 대중화되지 않은 자신만의 특이한 입장을 설명하기를 선호했다. 그의 인격에 대한 획기적인 연구는 클리닉의 책임자가 되어 이를 더욱 체계적이고 접근하기 쉬운 방식으로 발전시킨 헨리 머레이를 통해 유명해졌다.

## 회의론
프린스는 초상현상 주장에 회의적이었고, 그러한 경험은 심리학적으로 설명될 수 있다고 믿었다(변칙심리학 참조). 그는 미국 심령 연구 협회의 초기 회원이자 심령 연구 학회의 오랜 회원이었다. 그는 크리스탈 글레이징에 대한 과학적 연구를 수행한 최초의 연구자 중 한 명이었다.

## 선택된 출판물
- Prince, M. (1885). The Nature of Mind and Human Automatism.  Philadelphia, Lippincott.
- Prince, M. (1906). The Dissociation of a Personality. New York: Longmans, Green, & Co. Second edition (1908)
- Prince, M. (1909). Psychotherapeutics: A Symposium.  Boston: R. G. Badge.
- Prince, M. (1909). My Life as a Dissociated Personality Prince, M (Ed.). Boston: R. G. Badger.
- Prince, M. (1915). The Psychology of the Kaiser: A Study of his Sentiments and his Obsessions London: Unwin Ltd.
- Prince, M. (1915).  The Unconscious: The Fundamentals of Human Personality, Normal and Abnormal.  New York, Macmillan.
- Prince, M. (1929). Clinical and Experimental Studies in Personality. Cambridge, Massachusetts: Sci-Art.
- Prince, M. (1975). Psychotherapy and Multiple Personality: Selected Essays. Hale, Jr., N. G. (Ed.). Cambridge, Massachusetts: Harvard University Press. ISBN 0-674-72225-6

## 같이 보기
- 알프레드 비네

## 더 읽어보기
- Hale, Jr., N. G. (1971). Freud and the Americans: The Beginnings of Psychoanalysis in the United States, 1876-1917. New York: Oxford University Press. ISBN 0-19-501427-8
- Mitchell, T. W. (1930). Dr Morton Prince. Journal of the Society for Psychical Research 25: 42-43.
- Murray, H. A. (1956). Morton Prince: Sketch of his Life and Work. Journal of Abnormal and Social Psychology, 52, 291-295.
- Oltmanns, T. F. and Mineka, S. (1992). Morton Prince on Anxiety Disorders: Intellectual Antecedents of the Cognitive Approach to Panic? Journal of Abnormal Psychology, 101, 607-610.
- Rosenzweig, S. (1987). Sally Beauchamp's Career: A Psychoarcheological Key to Morton Prince's Classic Case of Multiple Personality. Genetic, Social, and General Psychology Monographs 113: 5-60.
- White, R. W. (1992). Who was Morton Prince? Journal of Abnormal Psychology, 101, 604–606.